# Takamagahara: Legenda z krainy snów
Takamagahara: Legenda z krainy snów (jap. 幻伝説 タカマガハラ Mugen densetsu Takamagahara) – manga autorstwa Megumi Tachikawy, publikowana na łamach magazynu „Nakayoshi” wydawnictwa Kōdansha od lutego 1997 do czerwca 1999. Całość została zebrana w 5 tomach.
Polski przekład ukazał się nakładem wydawnictwa Egmont.

## Produkcja

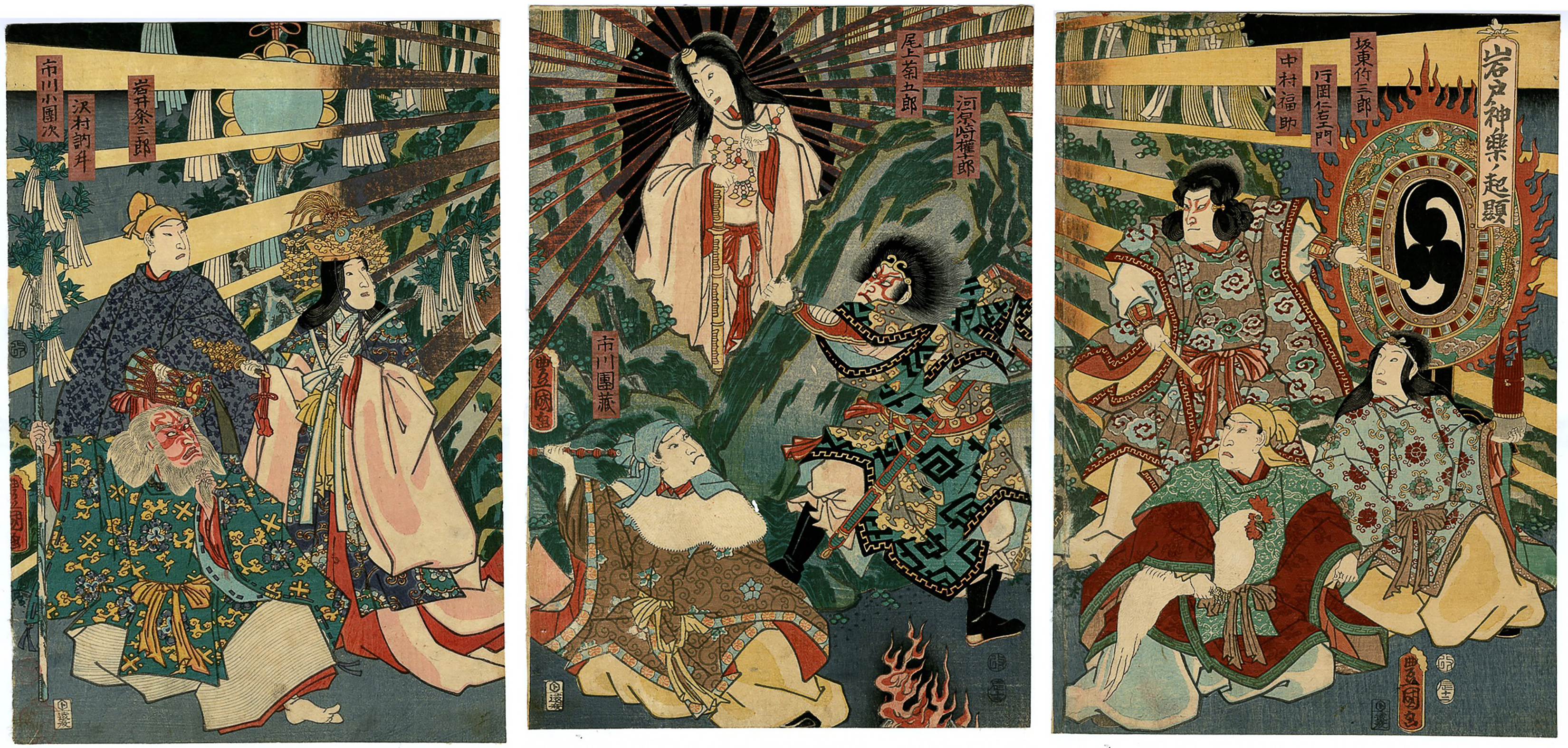
Wśród elementów mitologii japońskiej, które Tachikawa włączyła do mangi, znajdują się bogini słońca Amaterasu (pośrodku) i mit Amanoiwato.

Megumi Tachikawa stworzyła mangę pod koniec prac nad swoją wcześniejszą serią, Kaitō Saint Tail. Od początku wiedziała, że chce osadzić historię w gatunku fantasy, a inspiracji szukała w mitologii. Przeanalizowała różne kultury, odrzucając mitologię grecką, ponieważ często pojawia się w mandze, oraz chińską, którą wykorzystała już w jednej ze swoich wcześniejszych prac. Ostatecznie zdecydowała się na mitologię japońską, uznając ją za „znaną, ale rzadko wykorzystywaną”. Pomysł pięciu magicznych kamieni zaczerpnęła z japońskiej powieści fantasy Nannsou Satomi hatsuken-den autorstwa Bakina Takizawy. Opowieść ta koncentruje się na ośmiu psowatych, z których każdy posiada kulę symbolizującą jedną z cnót, takich jak lojalność czy wiedza.
Choć Takamagahara: Legenda z krainy snów czerpie inspirację z mitologii, autorka dodała do niej oryginalne elementy, takie jak postać „Dziewczyny Horyzontu”. Odeszła także od tradycyjnych mitów, zmieniając rolę Tsukuyomiego, który w oryginale jest bratem Amaterasu, oraz wykorzystując mit o Takamagaharze – siedzibie bogów – jedynie jako podstawę do stworzenia duchowego świata przedstawionego w mandze. W serii pojawiają się również nawiązania do innych mitologii – postać Karyubingi wywodzi się z hinduskiego mitu o legendarnym ptaku o tej samej nazwie. Natomiast do stworzenia języka Takamagahara Tachikawa wykorzystała głównie sylaby z angielskiego, indyjskiego, hiszpańskiego i tureckiego.

## Publikacja serii
Seria ukazywała się w magazynie „Nakayoshi” od lutego 1997 do czerwca 1999. Wydawnictwo Kōdansha zebrało jej 27 rozdziałów w 5 tankōbonach, wydawanych od 6 października 1997 do 6 września 1999.
W Polsce manga została wydana nakładem wydawnictwa Egmont.
| Nr | Język japoński      | Język japoński     | Język polski  | Język polski           |
| Nr | Data wydania        | ISBN               | Data wydania  | ISBN                   |
| -- | ------------------- | ------------------ | ------------- | ---------------------- |
| 1  | 6 października 1997 | ISBN 4-06-178873-6 | listopad 2004 | ISBN 978-83-237-9141-6 |
| 2  | 6 lutego 1998       | ISBN 4-06-178881-7 | styczeń 2005  | ISBN 978-83-237-9142-3 |
| 3  | 6 sierpnia 1998     | ISBN 4-06-178895-7 | marzec 2005   | ISBN 978-83-237-9143-0 |
| 4  | 6 listopada 1998    | ISBN 4-06-178903-1 | czerwiec 2005 | ISBN 978-83-237-9144-7 |
| 5  | 6 września 1999     | ISBN 4-06-178921-X | listopad 2005 | ISBN 978-83-237-9145-4 |

## Odbiór
Pierwszy tom angielskiego wydania mangi znalazł się na 68. miejscu listy 100 najlepiej sprzedających się powieści graficznych magazynu ICv2 w lipcu 2004, rozchodząc się w nakładzie 1429 egzemplarzy.